# Tatabánya KC
Tatabánya KC ist ein ungarischer Handballklub aus Tatabánya im Norden Ungarns. Der Klub wurde 1942 gegründet und errang viermal die ungarische Meisterschaft sowie zweimal den ungarischen Pokal. Der letzte Titel war die Meisterschaft 1984.
In der Spielzeit 2022/23 belegte das Team den 3. Platz in der ungarischen Nemzeti Bajnokság I (1. Liga).

## Erfolge
- Nemzeti Bajnokság I (1. ungarische Liga):
  - Meisterschaft: 1974, 1978, 1979, 1984
  - Vizemeisterschaft: 1976, 1977, 1982, 2010
- Magyar Kupa (ungarischer Pokal):
  - Pokalsieger: 1969, 1977
  - Pokalfinalist: 1976, 1981, 1983, 1984, 1989
- Europapokal der Landesmeister:
  - Viertelfinale: 1977
- Europapokal der Pokalsieger:
  - Halbfinale: 1978
- EHF European League / EHF Cup (bis 2020):
  - Hauptrunde: 21/22
  - Gruppenphase: 20/21; 19/20
  - Viertelfinale: 18/19; 16/17

## Sponsorentätigkeit
Namenssponsor des Klubs ist das Unternehmen MOL. Seit 2000 wird das Team vom deutschen Sportartikelhersteller JAKO ausgestattet.